# Спортна психология
Спортната психология e интердисциплинарна наука, която извлича знание от полетата на кинезиологията и психологията. Тя включва изучаването на това как психологическите фактори влияят върху представянето и как участието в спорта и упражненията повлиява психологическите и физическите фактори  В допълнение към инструкциите и тренирането на психологическите умения за подобряване на представянето, приложната спортна психология може да включва работа с атлети, треньори и родители, по отношение на травми и рехабилитация, комуникация, тиймбилдинг (изграждане на отбор) и кариерни промени.

## Общи области на изследване

### Личността
Една от общите области на изследване в спортната психология е отношението между личността и представянето. Това изследване се фокусира върху специфичните личностни характеристики и как те са свързани с представянето и други психологически променливи.
Умствената издръжливост е психологическата линия, която помага на някой да се представя на високо ниво с постоянство. Умствено издръжливите атлети показват четири характеристики: силна вяра в себе си (самоувереност) в тяхната способност да се представят добре, вътрешна мотивация за успех, способността да фокусира мислите и чувствата си без разконцентрация, спокойствие на духа при напрежение. Самоефективност е вярата, че някой може успешно да се представи със специфична задача.

### Треньорската работа
Докато спортната психология основно се занимава с атлетите и се фокусира в изследване на подобряването на атлетичното представяне, треньорите са също друга група в областта на спорта, към която са фокусирани изследванията. Изследователите на тази област се интересуват от нещата, които треньорите могат да казват, за да подобряват тяхната треньорска техника или представянето на техните атлети.
Мотивационният климат се отнася до ситуационните фактори, както и факторите на средата, които повлияват индивидуалните цели.

### Отборна динамика
Спортните психолози могат също така да консултират работата или изследване на поведението с цели отбори. Това изследване се фокусира върху тенденциите, проблемите и вярванията в отборите на групово, а не индивидуално ниво.
Отборна кохезия, този термин може да се дефинира като груповата тенденция да „бъдеш заедно“, на „сплотената заедност“, докато се преследват общи цели. Отборната кохезия има още два компонента: социална кохезия (доколко добре съотборниците се харесват помежду си) и кохезия на задачите (доколко добре съотборниците работя зедно за постигане на своите цели). Колективната ефикасност е общата вяра в отбора, че те могат или не могат да се справят с определена задача . С други думи това е врата на отбора за нивото на компетентност, което те имат, за изпълняването на определена задача. Важно е да се отбележи, че колективната ефикасност е общосподелената вяра сред членовете на отбора, а не просто сбора на индивидуалната вяра за самоефикасност. Лидерството, водачеството, ръководните способности, може да се мисли като бихейвиористичния процес (процеса в поведението), който повилява отдлните членове на отбора към постигане на обща цел . Ръководните способности в спорта са от значение, тъй като винаги има лидери в един отбор (напр. отборни капитани, треньори, обучители). Изследването на водачеството в спорта включва характеристики на ефективните отборни лидери и развитие на ръководните способности.

## Често използвани техники

### Регулиране на напрежението и стимула
Това се отнася до влизането в и поддържането на оптимално ниво на когнитивна и психологическа активност с цел да се максимизира представянето. Това може да включва релаксация, ако някой стане твърде неспокоен, чрез методи като прогресивна мускулна релаксация, упражнения с дишането, медитация и употреба на енергизиращи техники (напр. слушане на музика), последното в случай, че някой не е достатъчно енергизиран 

### Полагане на цели
Полагането на цели е процесът на систематично планиране на начините за постигане на специфични постижения за определено време . Изследванията предполагат, че целите трябва да са специфични, трудни, но постижими, времево обусловени, описани и комбинация от кратковременни и дългосрочни цели . Мета-анализът на полаганто на цели в спорта предполага, че когато се сравнява с неполагането на цели или целите от вида „направи най-доброто от себе си“, полагането на цели е ефективен метод за подобряване на предстаянето .

### Представи
Мисловните представи (или моторни представи) могат да се използват като използване на множество сетива за създаване или повторно създаване на опитности в нечий ум . В допълнение, колкото по-ясни са умствените образи и представи, толкова по-вероятно е те да бъдат интерпретирани от мозъка като идентични на действителното събитие, което увеличава ефективността чрез тази умствена практика с представянето на образи . Добрите представи и въображение, от тази гледна точка, се стремят да създадат колкото се може по-реалистичен и подобен на действителното образ чрез използването на множество сетива (напр. зрение, мирис, кинестетика), в това число правиното разпраделение на времето / времевото постижение, перспективите и акуратното „портретиране“ на задачата . Едновременно анекдотичното доказателство и резултатите от изследвания предполагат, че представянето е ефективно средство за подобряване на представянето и психологическите състояния, които са релевантни на представянето (напр. увереност) . Това е концепция често използвана от треньорите и атлетите в деня преди събитието.

### Казването на неща
Казването на неща за себе си, адресирани към себе си се отнася към мисли и думи атлетите казват на себе си, обикновено наум (но често и на нисък глас). Казването на неща на себе си като фрази или реплики се използва за насочването на вниманието към нещо конкретно с цел да се подобри фокуса или се използват, заедно с други техники за подобряване на тяхната ефективност . Изследването показва, че както позитивните, така и негативните казвания могат да подобрят представянето, като се предполага, че това ефективността на тези казвания зависи от това как фразата се интерпретира индивидуално .